# Caussens
Caussens település Franciaországban, Gers megyében. Lakosainak száma 587 fő (2022. január 1.). Caussens Béraut, Blaziert, Castelnau-sur-l’Auvignon, Condom és Saint-Orens-Pouy-Petit községekkel határos.

## Népesség
A település népességének változása:
| Lakosok száma | 507  | 504  | 549  | 624  | 590  | 601  | 619  | 610  | 592  | 587  |
|               | 1968 | 1982 | 1999 | 2006 | 2011 | 2015 | 2017 | 2018 | 2020 | 2022 |